# Sista brefvet
Sista Brefvet är en svensk tidskrift som sedan 1969 utges av Studentkåren i Växjö vid Växjö universitet.